# Latinizarea limbii române
Latinizarea limbii române (cunoscut și sub numele de reromanizarea limbii române) a constat în consolidarea trăsăturilor latine ale limbii române care a avut loc în secolele al XVIII-lea și al XIX-lea. Limba a adoptat un alfabet latin pentru a-l înlocui pe cel chirilic și a împrumutat numeroase cuvinte din franceză, dar și din latină și italiană, pentru a obține vocabularul necesar pentru modernizare. Acest proces a creat termeni pentru obiecte sau concepte introduse recent (neologisme), a adăugat sinonime latine pentru unele cuvinte împrumutate din limbile slave și din alte limbi și a consolidat unele trăsături sintactice romanice. Unii cercetători consideră că utilizarea acestui termen este inadecvată, deoarece confundă procesul mai amplu de modernizare a limbii cu curentul mai extrem, care nu s-a impus și care prevedea eliminarea influențelor care nu sunt latine. În al doilea rând, lipsa de precizie a termenului prezintă riscul de a genera confuzie, deoarece caracterul latin al limbii române fusese deja observat cel puțin din secolul al XV-lea.